# Jan Dobek Łowczowski
Jan Dobek Łowczowski z Dąbrowy herbu Gryf (zm. w 1628 roku) – podstoli krakowski w latach 1618-1628, rotmistrz wojska powiatowego województwa krakowskiego w 1620 roku.